# Mélody Julien
Pour les articles homonymes, voir Julien.
Mélody Julien (née le 13 mai 1999 à Castres) est une athlète française.

## Carrière
En 2022, elle est 14e du marathon des Championnats d'Europe 2022 à Munich, puis devient championne de France de semi-marathon à Saint-Omer.
Le 4 mai 2024, elle est sacrée championne de France du 10 000 mètres à Pacé.

## Palmarès

### International
| Date | Compétition           | Lieu   | Résultat | Épreuve  |
| ---- | --------------------- | ------ | -------- | -------- |
| 2022 | Jeux méditerranéens   | Oran   | 6e       | Marathon |
| 2022 | Championnats d'Europe | Munich | 14e      | Marathon |
| 2024 | Jeux Olympiques       | Munich | 74e      | Marathon |

### National
| Année | Compétition                             | Lieu       | Épreuve       | Place | Temps          |
| ----- | --------------------------------------- | ---------- | ------------- | ----- | -------------- |
| 2022  | Championnats de France de semi-marathon | Saint-Omer | Semi-marathon | 1re   | 1 h 13 min 34  |
| 2024  | Championnats de France du 10 000 mètres | Pacé       | 10 000 mètres | 1re   | 32 min 35 s 92 |

## Records
| Épreuve   | Épreuve       | Performance     | Date             | Lieu      |
| --------- | ------------- | --------------- | ---------------- | --------- |
| Plein air | 800 m         | 2 min 7 s 66    | 1er juillet 2020 | Castres   |
| Plein air | 1 500 m       | 4 min 18 s 22   | 3 septembre 2020 | Marseille |
| Plein air | 3 000 m       | 9 min 13 s 63   | 30 juillet 2020  | Balma     |
| Plein air | 5 000 m       | 16 min 3 s 22   | 25 juin 2021     | Angers    |
| Plein air | 10 000 m      | 32 min 35 s 92  | 4 mai 2024       | Pacé      |
| Plein air | 5 km          | 17 min 3 s      | 14 février 2021  | Monaco    |
| Plein air | 10 km         | 32 min 29 s     | 15 janvier 2023  | Valence   |
| Plein air | Semi-marathon | 1 h 10 min 31 s | 26 janvier 2025  | Séville   |
| Plein air | Marathon      | 2 h 25 min 01 s | 3 décembre 2023  | Valence   |
| Salle     | 800 m         | 2 min 12 s 11   | 20 décembre 2019 | Miramas   |
| Salle     | 1 500 m       | 4 min 28 s 19   | 30 janvier 2020  | Rennes    |
| Salle     | 3 000 m       | 9 min 33 s 83   | 19 février 2021  | Miramas   |